# Kriti II
La Kriti II è stata una nave traghetto, appartenuta alla compagnia di navigazione greca Anek Lines dal 1996 al 2025.

## Servizio
Varata nel 1979 in Giappone con il nome di New Yukari, viene utilizzata insieme alla gemella New Suzuran su un collegamento tra Otaru e Tsuruga fino al 1996, quando le due navi furono acquistate dalla cretese Anek Lines. Sottoposta a lavori di rifacimento che ne aumentarono la capacità passeggeri e ribattezzata Kriti II, entrò in servizio l'anno successivo insieme al Kriti I nei collegamenti tra Ancona, Corfù, Igoumenitsa e Patrasso. Le due Kriti risultarono però meno competitive rispetto alle navi delle concorrenti Superfast Ferries e Minoan Lines, più veloci e moderne, e furono quindi sostituite nel 2001 sulla linea tra Grecia ed Italia dalle nuove Olympic Champion e Hellenic Spirit.
A partire dal 2002 la Kriti II entra in servizio nel collegamento tra Trieste, Igoumenitsa e Patrasso e successivamente sulla Pireo-Chania.
Nel luglio 2006 viene impiegata nelle operazioni di evacuazione dei cittadini svedesi e greci dal Libano, riprendendo poi il suo regolare servizio. 
Nell'ottobre 2007 viene impiegata nei collegamenti tra Venezia, Igoumenitsa e Patrasso ma continuando ad operare saltuariamente sulla Pireo-Candia.
Nella notte tra il 19 e il 20 novembre, durante la navigazione a poche miglia da Patrasso, scoppiò un incendio nel garage superiore. La nave riuscì a raggiungere autonomamente il porto, dove l'incendio fu domato e i passeggeri evacuati. Non ci furono feriti. La nave fu posta in disarmo a Siro.
Fu in seguito utilizzata saltuariamente nei collegamenti da e per Creta, sostituendo altre unità della Anek nei periodi di manutenzione di queste ultime. Nell'estate 2014 fu noleggiata ad Algérie Ferries, ma non prese mai servizio a causa di gravi problemi ai motori. Venne quindi mandata in cantiere per le riparazioni, venendo sostituita dalla Sophocles V. .
Nel 2016 viene brevemente noleggiata da TT LINE. 
Successivamente tornò a essere impiegata nei collegamenti tra Pireo e Creta.
Nei primi mesi del 2024 viene posta in disarmo insieme alla gemella Kriti I nel porto di Eleusis ed a fine anno ne viene annunciata la vendita per demolizione per circa 3,6 milioni di dollari.
Nel primo pomeriggio del 21 marzo 2025 salpa dalla Baia di Eleusis al traino del rimorchiatore Protug 85-1 per Aliağa, dove viene spiaggiata il 23 marzo.

## Navi gemelle
- Kriti I (Demolita nel 2025)